# 歯周組織
歯周組織（ししゅうそしき、英: Periodontium）は、歯を支える周囲組織の総称で、軟組織の歯肉、歯根膜と硬組織のセメント質、歯槽骨の4つの組織を指す。歯冠部と歯根部とにまたがる。
歯周組織が炎症により破壊される病気が歯周病であり、歯周病治療には歯周基本治療としてスケーリング、ルートプレーニング、さらに歯周外科治療が行われる。
従来は一度破壊された硬組織の再生は難しかったが近年、GTR法やエムドゲイン等歯周組織再生法が開発され臨床に応用され始めている。なおGTR法、エムドゲインはともに先進医療に指定されている。